# Selección de fútbol sub-20 de China
La Selección de fútbol sub-20 de China, conocida como la Selección juvenil de fútbol de China, es el equipo que representa al país en la Copa Mundial de Fútbol Sub-20, el Campeonato Juvenil de la AFC y los Juegos del Este de Asia; y es controlada por la Asociación China de Fútbol.

## Palmarés
- Campeonato Juvenil de la AFC: 1

1985
- Juegos del Este de Asia: 1

2005

## Estadísticas

### Mundial Sub-20
| Año            | Resultado        | Pos.         | J            | G            | E            | P            | GF           | GC           |
| -------------- | ---------------- | ------------ | ------------ | ------------ | ------------ | ------------ | ------------ | ------------ |
| de 1977 a 1981 | No participó     | No participó | No participó | No participó | No participó | No participó | No participó | No participó |
| 1983           | Fase de grupos   | 12           | 3            | 1            | 0            | 2            | 5            | 8            |
| 1985           | Cuartos de final | 7            | 4            | 2            | 0            | 2            | 5            | 5            |
| de 1987 a 1995 | No clasificó     | No clasificó | No clasificó | No clasificó | No clasificó | No clasificó | No clasificó | No clasificó |
| 1997           | Fase de grupos   | 18           | 3            | 0            | 2            | 1            | 2            | 3            |
| 1999           | No clasificó     | No clasificó | No clasificó | No clasificó | No clasificó | No clasificó | No clasificó | No clasificó |
| 2001           | Octavos de final | 15           | 4            | 1            | 1            | 2            | 2            | 3            |
| 2003           | No clasificó     | No clasificó | No clasificó | No clasificó | No clasificó | No clasificó | No clasificó | No clasificó |
| 2005           | Octavos de final | 10           | 4            | 3            | 0            | 1            | 11           | 7            |
| 2007           | No clasificó     | No clasificó | No clasificó | No clasificó | No clasificó | No clasificó | No clasificó | No clasificó |
| 2009           | No clasificó     | No clasificó | No clasificó | No clasificó | No clasificó | No clasificó | No clasificó | No clasificó |
| 2011           | No clasificó     | No clasificó | No clasificó | No clasificó | No clasificó | No clasificó | No clasificó | No clasificó |
| 2013           | No clasificó     | No clasificó | No clasificó | No clasificó | No clasificó | No clasificó | No clasificó | No clasificó |
| 2015           | No clasificó     | No clasificó | No clasificó | No clasificó | No clasificó | No clasificó | No clasificó | No clasificó |
| 2017           | No clasificó     | No clasificó | No clasificó | No clasificó | No clasificó | No clasificó | No clasificó | No clasificó |
| 2019           | No clasificó     | No clasificó | No clasificó | No clasificó | No clasificó | No clasificó | No clasificó | No clasificó |
| Total          | -                | -            | 18           | 7            | 3            | 8            | 25           | 26           |

### Campeonato Juvenil de la AFC
| Año   | Resultado        | J            | G            | E            | P            | GF           | GC           |
| ----- | ---------------- | ------------ | ------------ | ------------ | ------------ | ------------ | ------------ |
| 1959  | No participó     | No participó | No participó | No participó | No participó | No participó | No participó |
| 1960  | No participó     | No participó | No participó | No participó | No participó | No participó | No participó |
| 1961  | No participó     | No participó | No participó | No participó | No participó | No participó | No participó |
| 1962  | No participó     | No participó | No participó | No participó | No participó | No participó | No participó |
| 1963  | No participó     | No participó | No participó | No participó | No participó | No participó | No participó |
| 1964  | No participó     | No participó | No participó | No participó | No participó | No participó | No participó |
| 1965  | No participó     | No participó | No participó | No participó | No participó | No participó | No participó |
| 19661 | No participó     | No participó | No participó | No participó | No participó | No participó | No participó |
| 1967  | No participó     | No participó | No participó | No participó | No participó | No participó | No participó |
| 1968  | No participó     | No participó | No participó | No participó | No participó | No participó | No participó |
| 1969  | No participó     | No participó | No participó | No participó | No participó | No participó | No participó |
| 1970  | No participó     | No participó | No participó | No participó | No participó | No participó | No participó |
| 1971  | No participó     | No participó | No participó | No participó | No participó | No participó | No participó |
| 1972  | No participó     | No participó | No participó | No participó | No participó | No participó | No participó |
| 1973  | No participó     | No participó | No participó | No participó | No participó | No participó | No participó |
| 1974  | No participó     | No participó | No participó | No participó | No participó | No participó | No participó |
| 1975  | No participó     | No participó | No participó | No participó | No participó | No participó | No participó |
| 1976  | Cuartos de final | 4            | 1            | 2            | 1            | 7            | 8            |
| 1977  | No participó     | No participó | No participó | No participó | No participó | No participó | No participó |
| 1978  | Fase de grupos   | 3            | 1            | 0            | 2            | 3            | 4            |
| 1980  | No clasificó     | No clasificó | No clasificó | No clasificó | No clasificó | No clasificó | No clasificó |
| 1982  | Finalista        | 3            | 1            | 2            | 0            | 4            | 3            |
| 1985  | Campeón          | 3            | 2            | 1            | 0            | 5            | 3            |
| 1986  | No clasificó     | No clasificó | No clasificó | No clasificó | No clasificó | No clasificó | No clasificó |
| 1988  | Fase de grupos   | 3            | 0            | 0            | 3            | 3            | 9            |
| 1990  | No clasificó     | No clasificó | No clasificó | No clasificó | No clasificó | No clasificó | No clasificó |
| 1992  | No clasificó     | No clasificó | No clasificó | No clasificó | No clasificó | No clasificó | No clasificó |
| 1994  | No clasificó     | No clasificó | No clasificó | No clasificó | No clasificó | No clasificó | No clasificó |
| 1996  | Finalista        | 6            | 5            | 0            | 1            | 16           | 9            |
| 1998  | Fase de grupos   | 4            | 1            | 1            | 2            | 7            | 8            |
| 2000  | 3.er lugar       | 6            | 3            | 2            | 1            | 7            | 5            |
| 2002  | Cuartos de final | 4            | 1            | 1            | 2            | 7            | 10           |
| 2004  | Finalista        | 6            | 4            | 1            | 1            | 10           | 3            |
| 2006  | Cuartos de final | 4            | 3            | 0            | 1            | 5            | 3            |
| 2008  | Cuartos de final | 4            | 2            | 2            | 0            | 9            | 1            |
| 2010  | Cuartos de final | 4            | 2            | 1            | 1            | 6            | 4            |
| 2012  | Fase de grupos   | 3            | 0            | 0            | 3            | 2            | 5            |
| 2014  | Cuartos de final | 4            | 1            | 2            | 1            | 5            | 6            |
| Total |                  | 66           | 29           | 17           | 20           | 102          | 84           |

1- Un equipo nacionalista de China participó en el torneo, pero no era un representante oficial del país.